# Pwyll (kráter)
Pwyll je kráter na povrchu Jupiterova měsíce Europa. Je pojmenován podle Pwyll z velšské mytologie a jde o jeden z nejmladších útvarů na povrchu měsíce. 
Centrální část kráteru má v průměru 26 km, centrální vrchol je vysoký 600 metrů. Paprsky trosek sahají stovky kilometrů daleko. Bílé úlomky jasně překrývají vše ostatní na povrchu, což ukazuje, že impaktní kráter je mladší než ostatní okolní útvary. Jasně bílá barva také naznačuje, že materiál v okolí kráteru je tvořen vodními ledovými částicemi. 